# Őszöder Rede

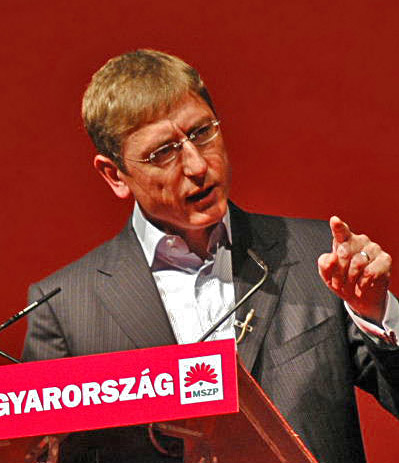
Ferenc Gyurcsány (2006)

Als Őszöder Rede (ungarisch Őszödi beszéd) wurde die parteiinterne Rede des ungarischen Ministerpräsidenten Ferenc Gyurcsány bekannt, die er am 26. Mai 2006 in Balatonőszöd vor den Abgeordneten der von ihm geführten Ungarischen Sozialistischen Partei (MSZP) gehalten hat. Darin gab er nicht nur zu, dass er und seine engeren Vertrauensleute die Öffentlichkeit jahrelang durchweg belogen hatten, um die Parlamentswahlen 2006 zu gewinnen, sondern auch, dass nunmehr die gesamte sozial-liberale Regierung größte Mühe haben werde, all dies auch weiterhin geheim zu halten (Zitat aus der Rede: „Wir haben das Geheimnis so gehütet, dass wir indessen wussten, und ihr wusstet es auch: wenn der Wahlsieg gekommen ist, muss man danach sehr zusehen, dass wir solche Probleme nie gehabt haben.“ – (ungarisch Úgy őriztük a titkot, hogy miközben tudtuk és ti is tudtátok, hogyha el fog jönni a választási győzelem, utána nagyon neki kell állni, hogy soha ilyen problémánk nem volt.)). Darüber hinaus benutzte er, als er das Versagen seiner eigenen Politik schilderte, deftige Ausdrücke wie „wir haben’s verfickt“ (ungarisch elkúrtuk) und titulierte Ungarn mehrfach abfällig als „Drecksnutten-Land“ (ungarisch kurva ország). Neben dem brisanten Inhalt war es auch nicht zuletzt diese unflätige Wortwahl, die nach Bekanntwerden der Rede in breiten Teilen der Bevölkerung Wut und Empörung hervorrief. Nach dem Bekanntwerden der Rede kam es in Ungarn sechs Wochen lang zu landesweiten Protesten und Demonstrationen, die zum Teil gewalttätig verliefen.
Das Treffen sollte (aus besagten Gründen) nicht-öffentlich und vertraulich sein, doch unter bis heute ungeklärten Umständen wurde die Rede aufgezeichnet und am 17. September 2006, noch vor den Kommunalwahlen vom Radiosender Magyar Rádió ausgestrahlt. Attila Rajnai, ein Mitarbeiter der Wochenzeitung Élet és Irodalom, kam nach langen Recherchen zu dem Schluss, dass der heimlich angefertigte Mitschnitt der Rede von Gyurcsánys innerparteilichen Gegnern verbreitet worden war.